# Albert Stinson
Albert Stinson (* 2. August 1944 in Cleveland, Ohio; † 2. Juni 1969 in Boston) war ein US-amerikanischer Jazzbassist. Er spielte mit Chico Hamilton.

## Leben
Albert Stinson arbeitete zu Beginn seiner kurzen Karriere in Los Angeles mit Terry Gibbs, Frank Rosolino und Charles Lloyd, schließlich war er längere Zeit Mitglied der Band von Chico Hamilton. Später ging er mit Larry Coryell auf Tournee und arbeitete mit John Handy. Am meisten in Erinnerung bleibt seine Beteiligung an Bobby Hutchersons Blue Note Album Oblique im Jahr 1967. Zwei Jahre später starb Stinson auf einer Tournee an einer Drogen-Überdosis.

## Diskographie (Auswahl)
- Larry Coryell: The Essential Larry Coryell (Vanguard Records, 1968–75)
- Chico Hamilton: The Dealer (Impulse! Records, 1962–66)
- John Handy: New View! (Koch, 1967)
- Bobby Hutcherson: Oblique (Blue Note Records, 1967)